# Albstadt
Albstadt är den största staden i Zollernalbkreis i förbundslandet Baden-Württemberg i Tyskland. Staden ligger i bergskedjan Schwäbische Alb.
Kommunen består av ortsdelarna (tyska Ortsteile) Ebingen, Tailfingen, Onstmettingen, Truchtelfingen, Pfeffingen, Lautlingen, Laufen, Margrethausen och Burgfelden. Folkmängden uppgår till cirka 46 800 invånare, på en yta av 134,4 kvadratkilometer.
Staden ingår i kommunalförbundet Albstadt tillsammans med kommunen Bitz.

## Befolkningsutveckling
| Befolkningsutvecklingen i Albstadt 1975–2015 | Befolkningsutvecklingen i Albstadt 1975–2015 | Befolkningsutvecklingen i Albstadt 1975–2015 | Befolkningsutvecklingen i Albstadt 1975–2015 | Befolkningsutvecklingen i Albstadt 1975–2015 |
| -------------------------------------------- | -------------------------------------------- | -------------------------------------------- | -------------------------------------------- | -------------------------------------------- |
|                                              |                                              |                                              |                                              |                                              |
| År                                           |                                              |                                              | Folkmängd                                    | Areal (ha)                                   |
| 1975                                         | 1975                                         |                                              | 50 772                                       | 13 561                                       |
| 1980                                         | 1980                                         |                                              | 48 152                                       | 13 441                                       |
| 1985                                         | 1985                                         |                                              | 45 870                                       |                                              |
| 1990                                         | 1990                                         |                                              | 49 021                                       |                                              |
| 1995                                         | 1995                                         |                                              | 49 463                                       |                                              |
| 2000                                         | 2000                                         |                                              | 47 855                                       |                                              |
| 2005                                         | 2005                                         |                                              | 46 505                                       |                                              |
| 2010                                         | 2010                                         |                                              | 44 974                                       |                                              |
| 2015                                         | 2015                                         |                                              | 44 431                                       |                                              |
|                                              |                                              |                                              |                                              |                                              |